# Corvino San Quirico
Corvino San Quirico (lombardul: Cruvén) település Olaszországban, Lombardia régióban, Pavia megyében. Lakosainak száma 963 fő (2023. január 1.). Corvino San Quirico Calvignano, Casatisma, Casteggio, Oliva Gessi, Torricella Verzate és Robecco Pavese községekkel határos.

## Népesség
A település lakossága az elmúlt években az alábbi módon változott:
| Lakosok száma | 1020 | 1027 | 963  |
|               | 2017 | 2018 | 2023 |